# Kanton Crépy-en-Valois
Kanton Crépy-en-Valois (fr. Canton de Crépy-en-Valois) je francouzský kanton v departementu Oise v regionu Hauts-de-France. Skládá se z 25 obcí.

## Obce kantonu
před rokem 2015:
| - Auger-Saint-Vincent - Béthancourt-en-Valois - Béthisy-Saint-Martin - Béthisy-Saint-Pierre - Bonneuil-en-Valois - Crépy-en-Valois - Duvy - Éméville - Feigneux - Fresnoy-la-Rivière - Gilocourt - Glaignes - Morienval | - Néry - Ormoy-Villers - Orrouy - Rocquemont - Rouville - Russy-Bémont - Saintines - Séry-Magneval - Trumilly - Vauciennes - Vaumoise - Vez |

před rokem 2015:
| - Auger-Saint-Vincent - Béthancourt-en-Valois - Béthisy-Saint-Martin - Béthisy-Saint-Pierre - Bonneuil-en-Valois - Crépy-en-Valois - Duvy - Éméville - Feigneux - Fresnoy-la-Rivière - Gilocourt - Glaignes - Morienval | - Néry - Orrouy - Rocquemont - Russy-Bémont - Saintines - Saint-Vaast-de-Longmont - Séry-Magneval - Trumilly - Vauciennes - Vaumoise - Verberie - Vez |